# Charles Osborne (écrivain)
Pour les articles homonymes, voir Charles Osborne.
Charles Osborne, né le 24 novembre 1927 à Melbourne, dans l’État de Queensland et décédé le 23 septembre 2017, est un journaliste, poète, écrivain et critique australien, auteur notamment de romans policiers qui sont des versions romancées de pièces de théâtre d'Agatha Christie.

## Biographie
Il fait des études en musique dans des établissements de Brisbane et Melbourne de son Australie natale, puis s'inscrit à l'Université du Queensland. Il travaille ensuite comme journaliste et critique littéraire et musical. Il joue également sur scène, notamment dans la pièce Black Coffee d'Agatha Christie, dont il écrira quarante ans plus tard une version romancée.
En 1953, il s'installe à Londres et entre au London Magazine comme éditeur assistant de 1958 à 1966. Il est directeur de Conseil des Arts de Grande-Bretagne de 1971 à 1986, date où il publie ses mémoires, Giving it Away.
En marge de se activités professionnelles, il amorce une carrière littéraire avec la publication de poèmes dans la presse : My Lover My Lad (1952) dans le Australian Poetry, So Fly by Night (1956) dans A Book of Australian Verse, Dream Landscape (1963) dans le London Magazine, Private Journey (1968) dans le Australian Writing Today.  Ces poèmes sont repris en 1968, avec des inédits dans le recueil Swansong. Il donne aussi de nombreux guides et ouvrages spécialisés sur la musique et, plus précisément, sur l'opéra. Il est également l'auteur de monographies sur Franz Kafka, W. H. Auden et Agatha Christie.  
À partir de 1998, il est choisi par les héritiers d'Agatha Christie pour écrire des versions romancées de pièces de théâtre de l'auteur de Dix petits nègres. Il a écrit aussi des versions romancées de pièces d'Oscar Wilde et de Noël Coward.

## Œuvre

### Poésie
- Swansong (1968)

### Études littéraires et théâtrales
- Four Plays of Patrick White : review (1965)
- Kafka (1967)
- Ned Kelly (1970)
- W. H. Auden: The Life of a Poet (1980)
- Letter to W. H. Auden and Other Poems (1984)
- Max Oldaker: Last of the Matinee Idols (1988)
- The Life and Crimes of Agatha Christie (2000)

### Études musicales
- The Complete Operas of Verdi (1969)
- Wagner and his World (1977)
- The Opera House Album (1979)
- The Complete Operas of Puccini (1981)
- How to Enjoy Opera (1982)
- The Dictionary of Opera (1983)
- The Complete Operas of Wagner (1990)
- The Complete Operas of Strauss (1992)
- The Complete Operas of Mozart (1992)
- The Opera Lover's Companion (2007)

### Versions romancées de pièces d'Agatha Christie
- Black Coffee, d'Agatha Christie et Charles Osborne (1998)
- Murder in Three Stages, d'Agatha Christie et Charles Osborne (2007)
- La Toile d'araignée d'Agatha Christie et Charles Osborne (2008)
- Le Visiteur inattendu d'Agatha Christie et Charles Osborne (2008)

### Autres versions romancées de pièces de théâtre
- The Importance of Being Earnest, d'Oscar Wilde et Charles Osborne (1999)
- Blithe Spirit, de Noël Coward et Charles Osborne (2004)

### Mémoires
- Giving it Away (1986)

### Nouvelle
- Half a Ton of Tail (1951)